# Rock Elm
Rock Elm – krater uderzeniowy w stanie Wisconsin w USA. Skały krateru są widoczne na powierzchni ziemi.
Krater ma 6 km średnicy, powstał nie dawniej niż 505 mln lat temu (kambr), zapewne 420–440 mln lat temu. Utworzył go upadek małej planetoidy, która uderzyła w skały osadowe. Z kraterem wiąże się anomalia siły ciężkości o natężeniu 5 mgal, o jego pochodzeniu świadczą struktury deformacyjne i minerały związane z szokmetamorfizmem.